# 弗里茨·費歇爾
弗里茨·費歇爾 （Fritz Fischer），德國歷史學家，他在1960-1970年代因出版自身的升等論文，導致一場將近二十年的論爭。